# Tymczasowa Rada NSZZ Solidarność
Tymczasowa Rada NSZZ Solidarność – powołane 29 września 1986 roku przez Lecha Wałęsę jawne ciało koordynujące działalność środowisk solidarnościowych w całym kraju. "Nie chcemy konspirować. Trzeba wypracować i uzgodnić nowy model działalności, jawnej i legalnej" - napisał Wałęsa w oświadczeniu o powołaniu tego ciała. TR NSZZ „Solidarność” została rozwiązana wiosną 1989, gdy jej członkowie weszli do Komitetu Obywatelskiego i do struktur odradzającego się NSZZ „Solidarność”.
Do Rady weszli: Bogdan Borusewicz, Zbigniew Bujak, Władysław Frasyniuk, Tadeusz Jedynak, Bogdan Lis, Janusz Pałubicki i Józef Pinior. 